# ブイラ
ブイラ(アラビア語：بويرة )(タマジグト：ⵜⵓⵯⵉⵔⵜⵙ /Tubirett)はアルジェリアのブイラ県の県都。
2007年の人口は約30.8万人。
県議会に議席を15席持っている。

## 地理
北から時計回りに
- Ait Laziz
- Aïn Turk
- Aïn El Hadjar
- El Hachimia
- Oued El Berdi
- El Asnam
- Haizer
- Taghzourt

に接する。